# Cambridgeshire
Cambridgeshire este unul din comitatele ceremoniale ale centrului Angliei.

## Orașe din cadrul districtului
- Cambridge
- Chatteris
- Ely
- Godmanchester
- Huntingdon
- March
- Peterborough (Autoritate unitară separată de comitat)
- Soham
- Saint Ives
- Saint Neots
- Wisbech